# Estación de Vega-Magaz
Vega-Magaz es una estación ferroviaria situada en el municipio español de Magaz de Cepeda en la provincia de León, comunidad autónoma de Castilla y León. Dispone de servicios de Larga y Media Distancia operados por Renfe.

## Situación ferroviaria
La estación se encuentra en el punto kilométrico 185,416 de la línea férrea de ancho ibérico León-La Coruña a 910 metros de altitud, entre las estaciones de Otero de Escarpizo y Porqueros. El tramo es de vía única y está electrificado.

## Historia
La estación fue abierta al tráfico el 18 de enero de 1868 con la puesta en marcha del tramo Astorga-Brañuelas de la línea que pretendía unir Palencia con La Coruña. La Compañía de los Ferrocarriles del Noroeste de España, constituida en 1862, fue la encargada de la construcción y explotación del trazado. En 1878, apremiada por el Estado para que concluyera sus proyectos en marcha Noroeste se declaró en quiebra tras un intento de fusión con MZOV que no prosperó. Fue entonces cuando la estación pasó a manos de la Compañía de los Ferrocarriles de Asturias, Galicia y León creada para continuar con las obras iniciadas por Noroeste y gestionar sus líneas. Sin embargo la situación financiera de esta última también se volvió rápidamente delicada siendo absorbida por Norte en 1885. En 1941, la nacionalización del ferrocarril en España supone la desaparición de esta última y su integración en la recién creada RENFE. 
Desde el 31 de diciembre de 2004 Renfe Operadora explota la línea mientras que Adif es la titular de las instalaciones ferroviarias.

## Servicios ferroviarios

### Larga Distancia
Vega-Magaz dispone de servicios de Larga Distancia que la conectan con Ponferrada y Madrid-Chamartín-Clara Campoamor, operados como trenes Intercity.

### Media Distancia
Los servicios de Media Distancia de Renfe que tienen parada en la estación enlazan Vega-Magaz con las ciudades de León y Ponferrada.